# Lamard
Lamard (لامرد ), dans la province du Fars, au sud de l'Iran, est une ville qui comprenait 21 365 habitants en 2006. C'est le siège de la préfecture du même nom. Elle est située dans une zone où l'on exploite le gaz naturel, d'où elle tire sa richesse. Les lieux d'exploitation se trouvent à Tabnak, Homa, Shanol et Varavi. Son climat est chaud et sec.

## Géographie
La ville de Lamard se trouve au sud-ouest du Zagros à 443 mètres d'altitude dans une région aride, à 255 kilomètres au sud-est de Chiraz.

## Agriculture
La région était traditionnellement productrice de tabac auquel ont été ajoutées la culture du blé et la culture des palmiers-dattiers.

## Transports
La ville est desservie au nord par l'aéroport de Lamard, inauguré en 1964 et relié principalement aux Émirats arabes du Golfe Persique et Koweït et Dubaï, ainsi que vers Téhéran, Ispahan, Lar et Lavan.

## Personnalités
- Ahmad Akbarpour (1970), écrivain